# 6370 Мальпаїс
6370 Мальпаїс (6370 Malpais) — астероїд головного поясу, відкритий 9 березня 1984 року.
Тіссеранів параметр щодо Юпітера — 3,533.